# Verwaltungsgemeinschaft Gosberg
In der Verwaltungsgemeinschaft Gosberg im oberfränkischen Landkreis Forchheim haben sich folgende Gemeinden zur Erledigung ihrer Verwaltungsgeschäfte zusammengeschlossen:
1. Kunreuth, 1424 Einwohner, 9,82 km²
2. Pinzberg, 1997 Einwohner, 13,31 km²
3. Wiesenthau, 1643 Einwohner, 6,43 km²

Sitz der Verwaltungsgemeinschaft ist die Gemeinde Pinzberg.